# Az Egészség Könyvtára
Az Egészség Könyvtára egy 20. század eleji magyar orvosi könyvsorozat, amely Gerlóczy Zsigmond szerkesztésében a Franklin-Társulat gondozásában Budapesten jelent meg 1907 és 1910 között:

## Részei
- I. kötet. Elischer Gyula, Thurzóbányai. Az anyaság higiénája. (104 l.) 1907
- II. kötet. Schwartzer Ottó, Babarci dr. A gyermek lelki világából. (109 l.) 1907
- III. kötet. Vámossy Zoltán, dr. A mérgezésekről. A nagyközönség számára (160 l., 2 színes táblával és a szöveg között 3 ábrával.) 1907.
- IV. kötet. Maszák Elemér, dr. A tuberkulózis. (78 l.) 1907
- V. kötet. Bókay János, dr. A gyermekről. (103 l.) 1908
- VI. kötet. Preisich Kornél, dr. Az angolkórság. 5 képpel. (61 l.) 1908
- VII. kötet. Berend Miklós, dr. A szoptatás, a mesterséges táplálás és a csecsemőkori bélbajok. (65 l.) 1908
- VIII. kötet. Gerlóczy Zsigmond, Alsóviszokai dr. –. A fertőző betegségekről és az azok ellen való védekezésről. (123 l.) 1908
- IX. kötet. Csapodi István, dr. Az ember szeme. (109 l.) 1910
- X. kötet. Horváth Mihály, dr. A szép test. (59 l.) 1910
- XI. kötet. Ortt Félix. Alkoholizmus és felvilágosítás. Beszélgetés fiammal két veszedelmes szokásról. Magyarra átdolgozta, bevezetéssel és jegyzetekkel ellátta Kemény Ferenc (XVIII, 46 l.) 1910
- XII. kötet. Ortt Félix. Levél kis hugomhoz. (Levél a nemi életről.) Franciára fordította, életrajzi és bibliográfiai jegyzetekkel és bevezetővel ellátta Peeters Edward. A francia kiadást magyarra fordította Szegedy-Maszák Elemér. (98 l.) 1910
- XIII. kötet. Moravcsik Ernő Emil: A neurasthenia. (98 l.) 1913
- XIV. kötet. Schuschny Henrik: Az utazás egészségtana. (135 l.) 1913
- XV. kötet. Dalmady Zoltán: A sportok egészségtana. (157 l.) 1913
- XVI–XVII. kötet. Schuschny Henrik: Iskola és egészség. (285 l.) 1913
- XVIII. kötet. Katona József: A szeszes italok és az egészség. (144 l.) 1914